# Kalvarienberg (Retz)

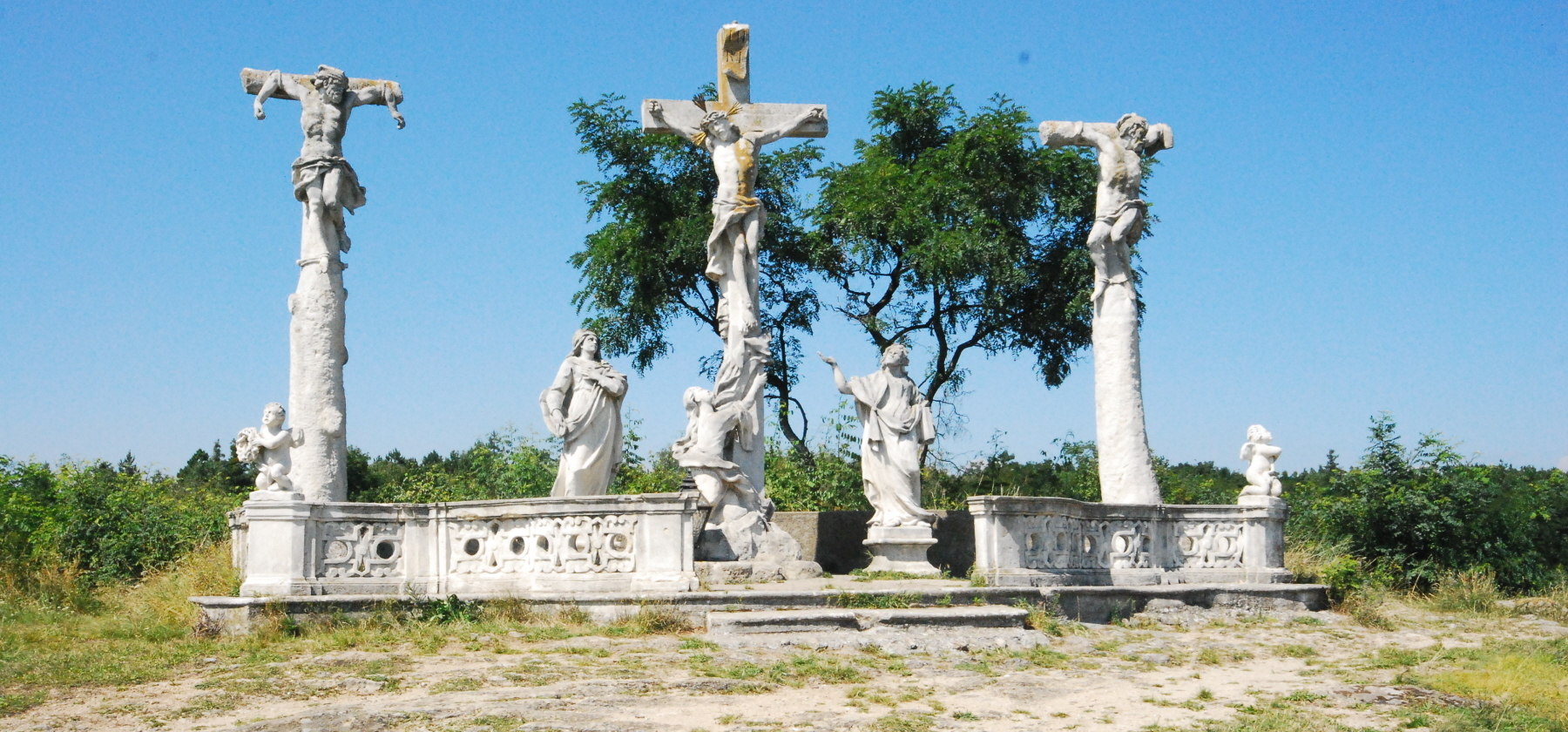
Kalvarienberg in Retz – Kreuzigungsgruppe

Der Kalvarienberg von Retz in Niederösterreich ist ein Stationsberg, befindet sich in der Nähe der Windmühle und steht unter Denkmalschutz.

## Geschichte

### Kalvarienberg
Ein Vertrag vom 15. September 1726 verpflichtete den aus Eggenburg stammenden Jakob Seer, bis zum Beginn der Fastenzeit des Jahres 1727 die Kreuzigungsgruppe, bestehend aus Jesus Christus, den beiden Schächern, der heiligen Magdalena, Maria und Johannes, fertigzustellen. Wer die übrigen Gruppen schuf, ist nicht belegt. Vermutlich stammen aber auch sie von Jakob Seer.
Der Auftraggeber für die Errichtung des Kalvarienbergs ist nicht bekannt. Da aber neben Jakob Seer der Pfarrer von Retz der zweite Vertragspartner ist, erteilte wohl entweder dieser selbst oder das Stift in Sankt Pölten den Auftrag. Den für die Errichtung notwendigen Platz stellte vermutlich die Stadt Retz zur Verfügung.
Die aus Zogelsdorfer Stein errichtete Anlage des Retzer Kalvarienbergs besteht nicht aus den üblichen Kreuzwegstationen, sondern folgt nach dem Abschied Jesu von seiner Mutter Maria („Urlaubsmarter“) einem Programm, das von den Geheimnissen des schmerzhaften Rosenkranzes abgeleitet ist. Es gibt die folgenden fünf Stationen:
- Urlaubsmarter
- Ölberg-Szene mit Engel,
- Geißelung,
- Dornenkrönung
- Kreuzfall mit Veronika und dem Schweißtuch

Am Gipfel des Kalvarienberges befindet sich schließlich die Kreuzigungsgruppe.

### Heiliges Grab
Zwar nicht das räumliche, aber das thematische Ende des Kreuzwegs bildet ein 1727 in der Pfarrkirche Sankt Stephan errichtetes Heiliges Grab. Die dafür notwendige Räumlichkeit wurden durch die Errichtung eines Platzlgewölbes über Gurtbögen auf Pfeilern in der ursprünglich gotischen Turmhalle in der Nähe des Altars geschaffen.
Um den Sarg stehen szenisch angeordnet Josef von Arimathäa und Nikodemus, die Jesu Leichnam in den Sarg legen sowie Maria, Johannes und Magdalena. Als Material für die überlebensgroßen Figuren diente Sandstein, der mit einer Elfenbeinimitation überzogen wurde.
Die dunkel gehaltenen Wände des Heiligen Grabes bilden den Hintergrund zu den hellen Stuckarbeiten, welche Jesus am Kreuz und die Kreuzabnahme darstellen. So wie bei den Figuren ist auch hier ist der Künstler unbekannt.
Ursprünglich war der mit einem barocken schmiedeeisernen Gitter mit eingefügtem Holzkreuz verschlossene Zugang zum Heiligen Grab mit einem schwarzen Vorhang verhängt. Lediglich während der Kartage war das Heilige Grab zu sehen.

## Bilder

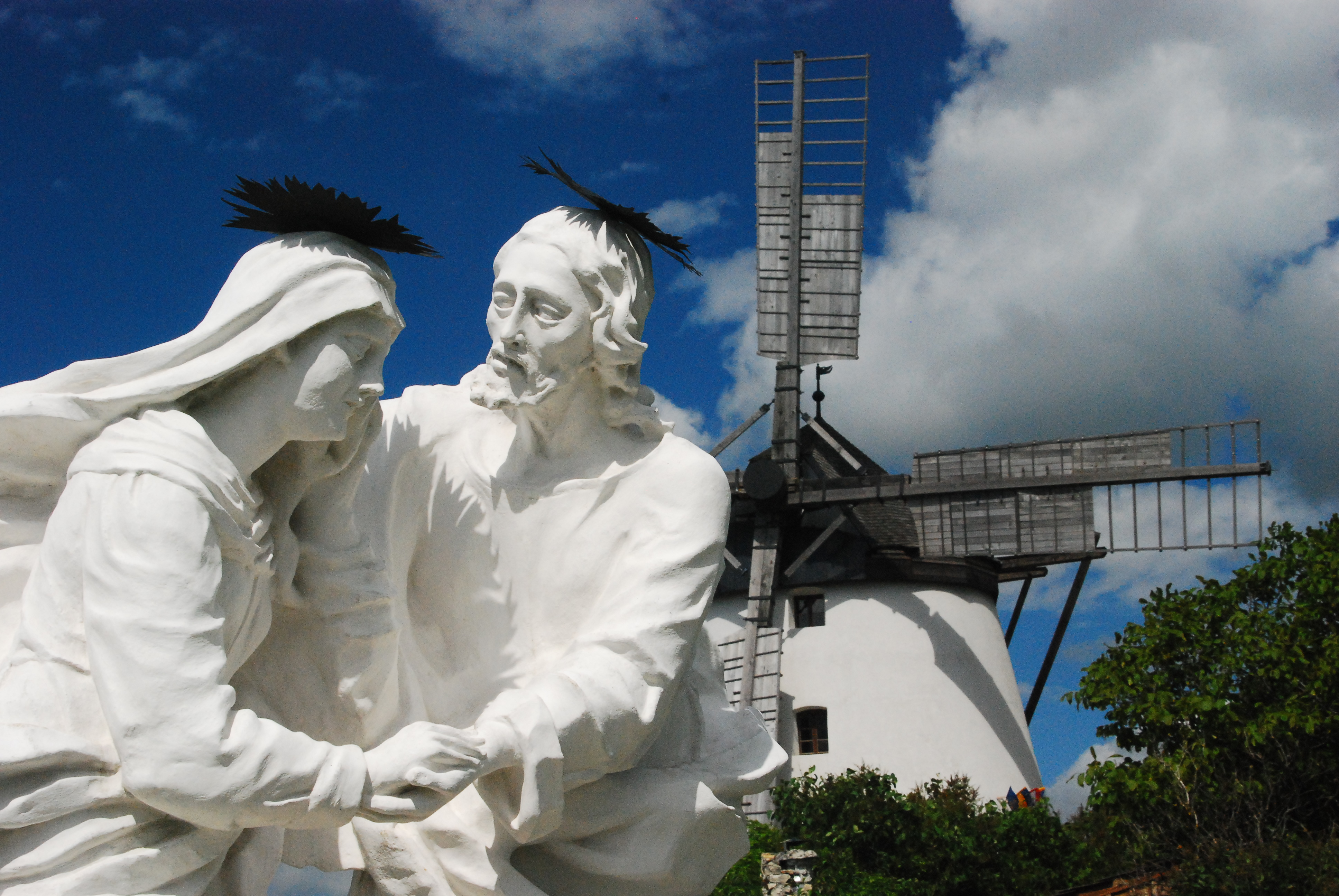
Erste Kreuzweggruppe (Urlaubsmarter) und die Retzer Windmühle im Hintergrund
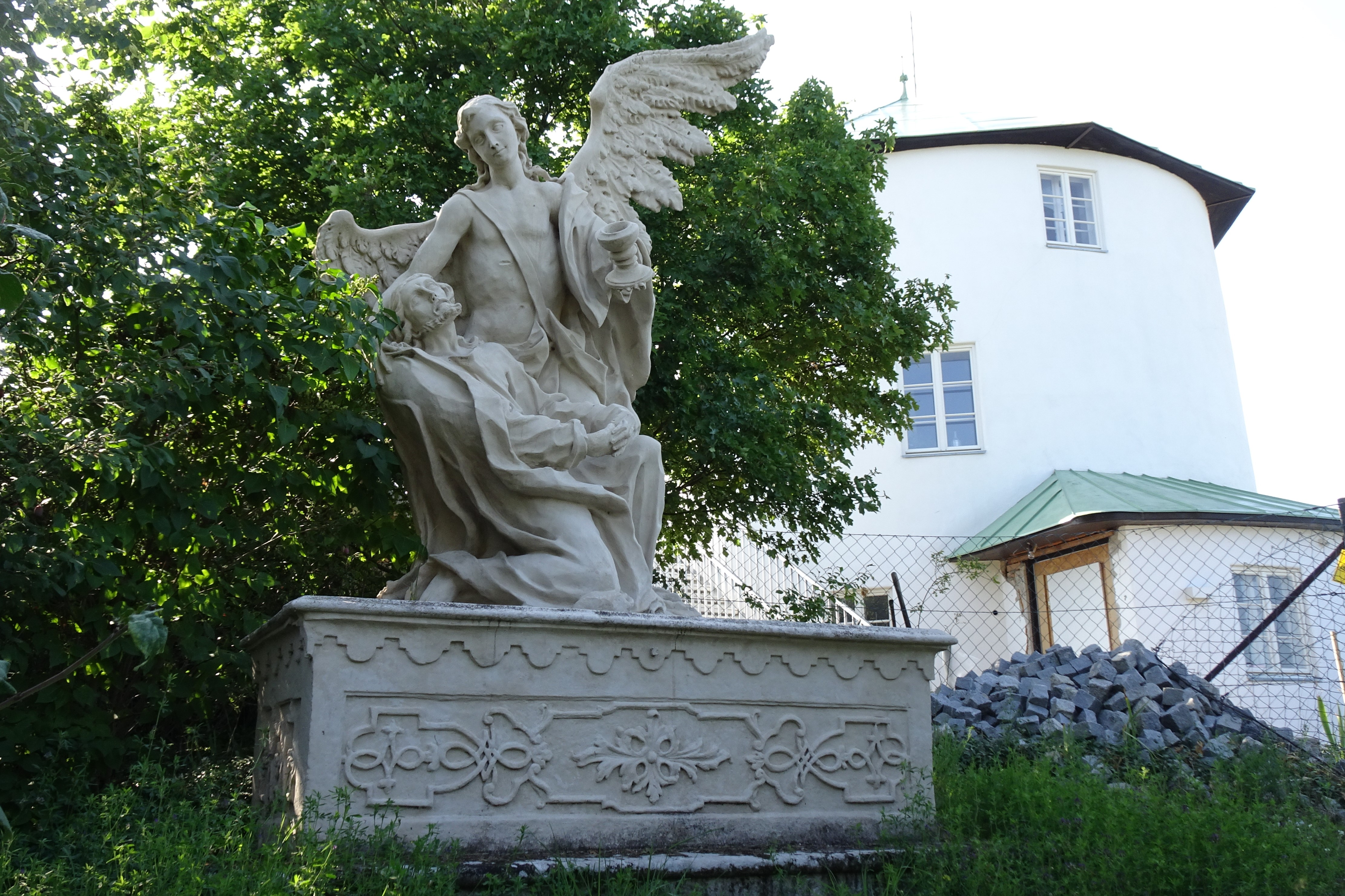
Zweite Kreuzweggruppe (Christus mit dem Engel auf dem Ölberg)
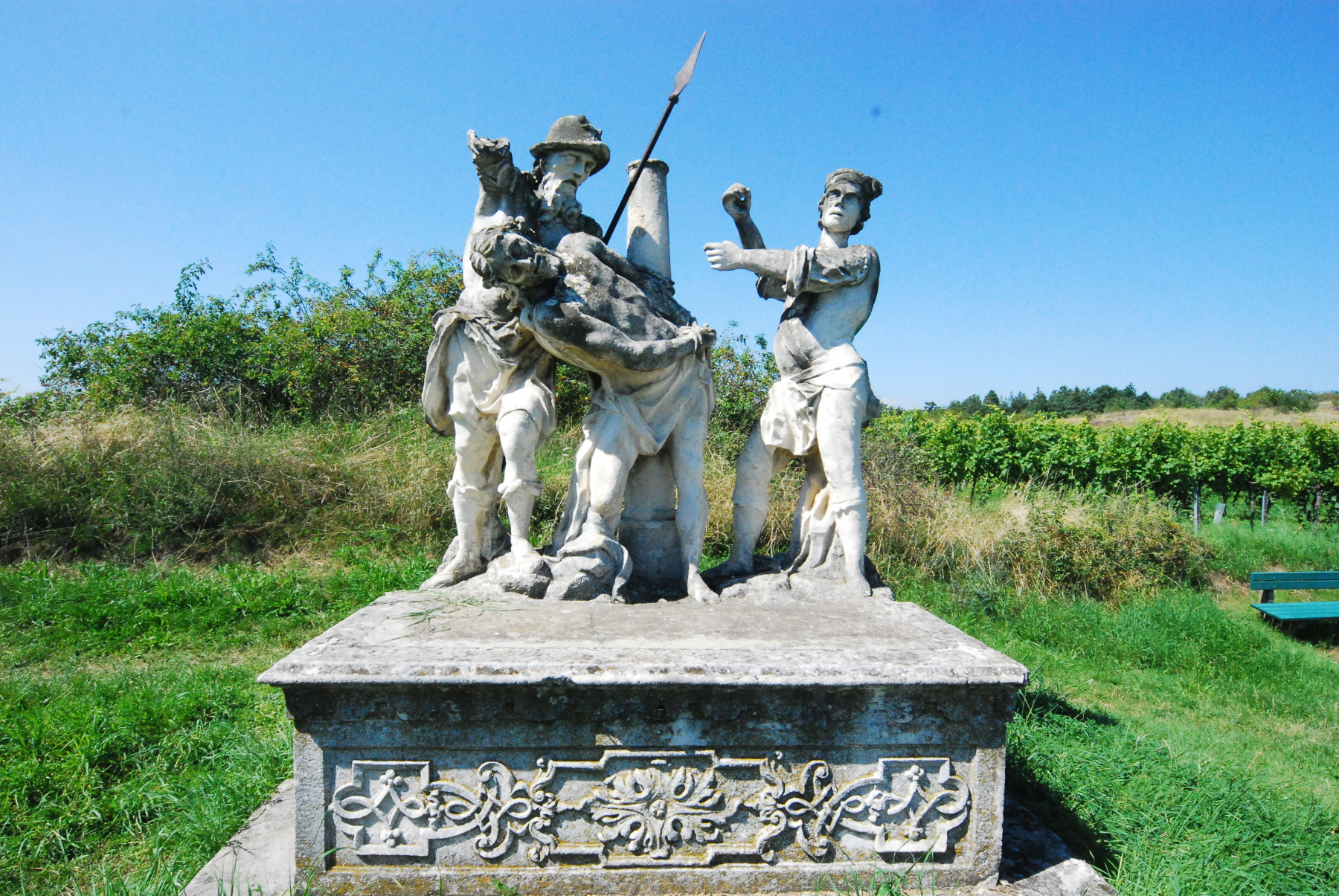
Dritte Kreuzweggruppe (Geißelung)
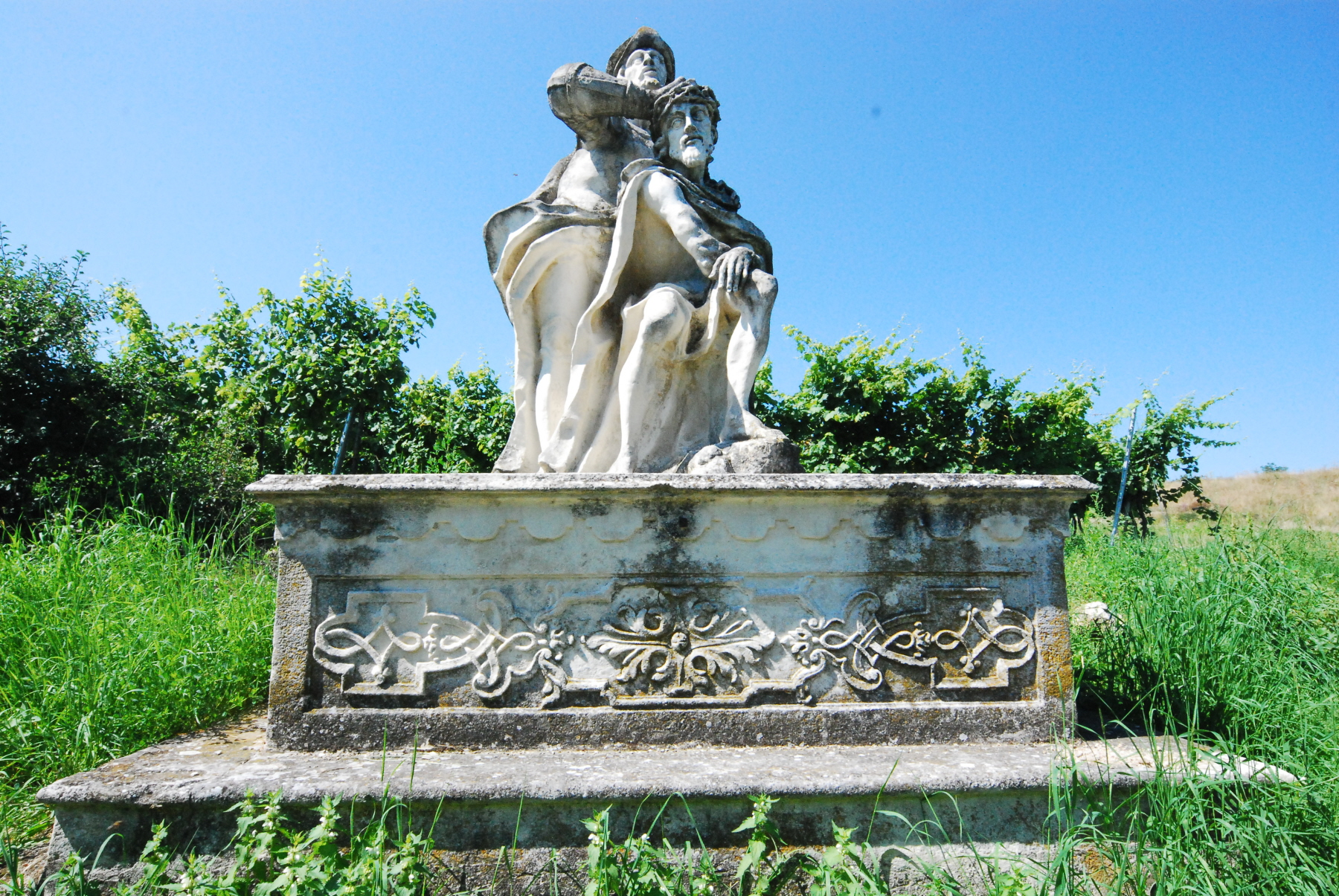
Vierte Kreuzweggruppe (Dornenkrönung)
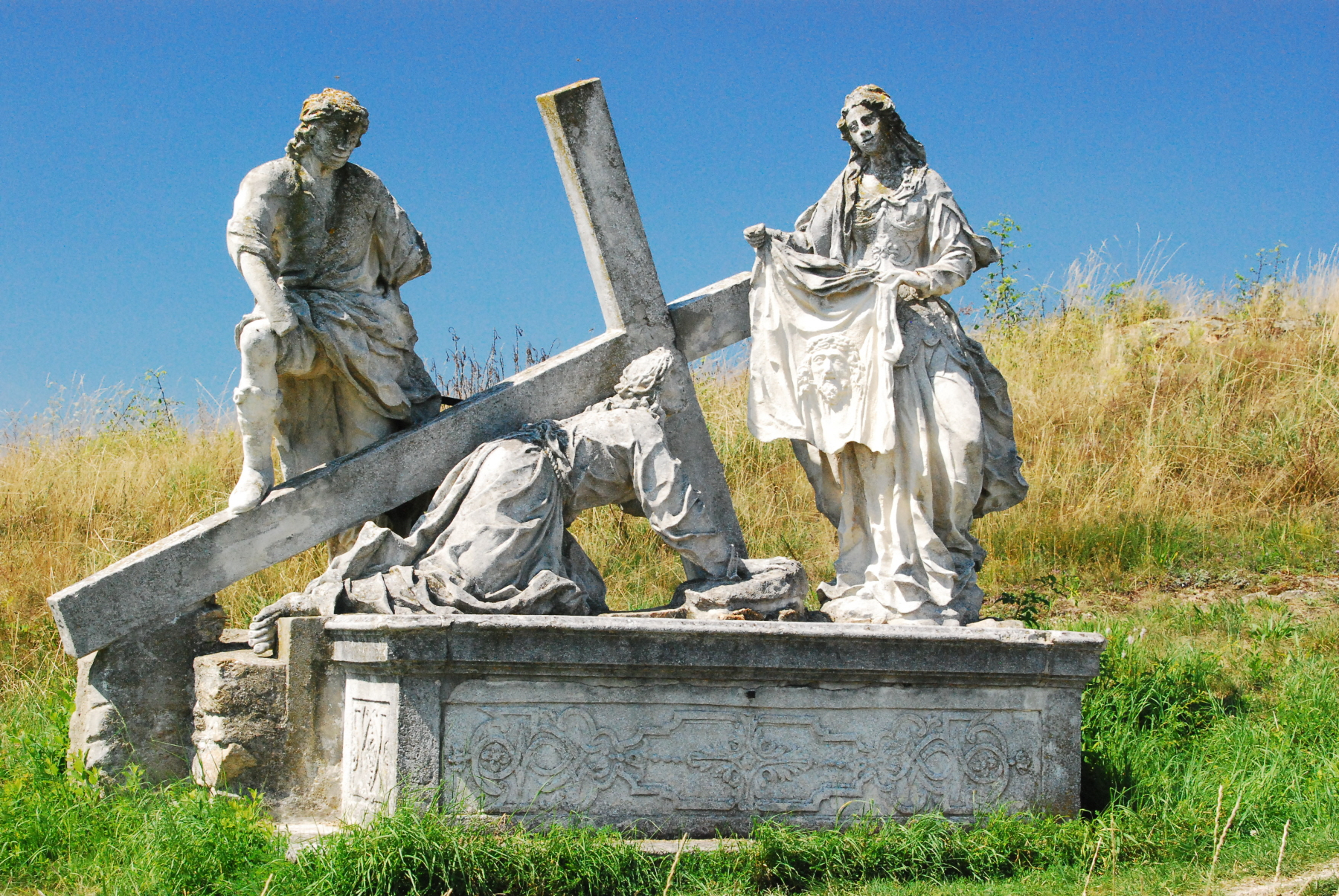
Fünfte Kreuzweggruppe (Kreuzfall mit Veronika und dem Schweißtuch)